# Васьково (Ленінградська область, присілок)
Васьково (рос. Васьково) — присілок Бокситогорського району Ленінградської області Росії. Входить до складу Подборовського сільського поселення. Населення — 0 осіб (2012 рік).

## Населення
| 2007 | 2010 | 2017 |
| ---- | ---- | ---- |
| 1    | ↗4   | ↘0   |